# بيان حقوق المرأة والمواطنة

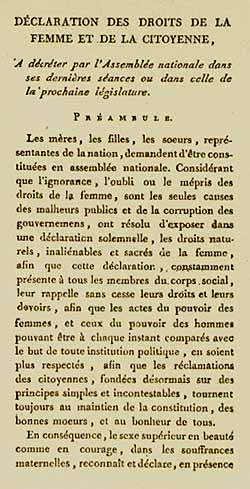
بيان حقوق المرأة والمواطنة،1791

بيان حقوق المرأة والمُوَاطـِـنَة. هو نص قانوني فرنسي، يطالب الاستيعاب الكامل للقانون السياسي والاجتماعي للمرأة، كتبته الكاتبة أوليمب دو غوج في سبتمبر 1791، على نموذج بيان حقوق الإنسان والمواطن الصادر في 27 أوت 1789، ونُشر في كتيب حقوق المرأة، موجه إلى الملكة.
بيان حقوق المرأة والمواطنة، ينتقد ويعارض بيان حقوق الإنسان والمواطن، الذي يهتم بحقوق لا تطبق إلا على الرجال، في حين أن المرأة لا تملك الحق في الانتخاب، حق العمل في المؤسسات العامة والحرية المهنية، وحقوق الملكية، الخ. لقد دافعت الكاتبة أوليمب دوغوج؛ لا للسخرية ضد التحيز الذكوري، بسبب المرأة، وكتبت أيضا؛ «ولدت المرأة حرة، وتبقى متساوية الحقوق مع الرجال». كذلك ترى استنكار حقيقة أن الثورة أنست النساء في مشروعهن الحرية والمساواة.
هذا المشروع رفض في المؤتمر.

## أصل
تطور مفهوم حقوق الإنسان وجرى سيرا مع عصر التنوير والأحداث التي عرفت. وعلى الرغم من إطلاق هذا المفهوم لأول مرة عام 1689 من بيان الحقوق،
تليها بريطانيا العظمى في عام 1776 من بيان الحقوق لسطة فرجينيا ثم الثورة من إعلان حقوق الإنسان والمواطن (1789)، أيا من هذه الوثائق تعير اهتماما للمرأة.

## تحليل
تستند بشكل وثيق على الإعلان العالمي لحقوق الإنسان والمواطن، بيان حقوق المرأة والمواطن يتكون أيضا من ديباجة (موجهة إلى ماري أنطوانيت) والمادتين 17،

## السياق التاريخي

### المحاولات السابقة للمطالبة بالمساواة
صدر بيان حقوق الإنسان والمواطن في عام 1789 عن الجمعية التأسيسية الوطنية خلال الثورة الفرنسية. جهّز ماركيز دي لافاييت هذا البيان وطرحه، إذ أكد البيان على أن جميع الناس «يولدون أحرارًا ويبقون أحرارًا ومتساوين في الحقوق»، وأعلن عالمية هذه الحقوق. أصبح بيان حقوق الإنسان والمواطن بمثابة وثيقة أساسية في مجال حقوق الإنسان، بالإضافة إلى اعتباره بمثابة صياغةً كلاسيكيةً لحقوق الأفراد في مواجهة الدولة. كشف البيان عن تناقض في القوانين التي تعامل المواطنين على نحو مختلف بناءً على جنسهم أو عرقهم أو طبقتهم أو دينهم. أُضيفت مواد جديدة إلى الدستور الفرنسي في عام 1791، إذ منحت البروتستانت واليهود حقوقهم المدنية والسياسية التي سبق أن حُرموا منها.
دعا كل من نيكولاس دو كوندورسيه وإيتا بالم دالدرش الجمعية الوطنية إلى توسيع نطاق الحقوق المدنية والسياسية للمرأة في عام 1790، إلا أن محاولتهما باءت بالفشل. صرح كوندورسيه أن «من يصوت ضد منح الآخر حقه، بصرف النظر عن دينه أو لون بشرته أو جنسه، فقد تخلى بذلك عن حقوقه». 
تمردت النساء في أسواق باريس بسبب ارتفاع الأسعار وندرة الخبز في عام 1789، لذا نظمن مسيرةً إلى فيرساي، والتي غالبًا ما يُطلق عليها اسم المسيرة النسوية إلى قصر فيرساي. لم يكن هذا التمرد مجرد محاولة لتوسيع نطاق الحقوق الطبيعية والسياسية للمرأة، إذ اعتقدت المتظاهرات بأن تحقيق المساواة بين جميع المواطنين الفرنسيين من شأنه أن يوسع نطاق هذه الحقوق لتشمل النساء والأقليات السياسية والمواطنين المعدمين.  اعترف الملك بالتغييرات المرتبطة بالثورة الفرنسية وتوقف عن مقاومة هذه الإصلاحات الليبرالية بعد هذه المسيرة، إلا أن قادة الثورة أخفقوا في إدراك قوة النساء بوصفها القوة الكبرى في المسيرة، لذا لم يوسعوا نطاق مطالبهم لتشمل منح النساء حقوقهن الطبيعية. 
قدمت مجموعة من النساء ما يُسمى بعريضة النساء للجمعية الوطنية في شهر نوفمبر من عام 1789 لتوسيع نطاق المساواة لتشمل المرأة، وذلك ردًا على بيان حقوق الإنسان والمواطن وفشل الجمعية الوطنية في الاعتراف بالحقوق الطبيعية والسياسية للمرأة. لم تُطرح هذه العريضة للنقاش قط في الوقت الذي قُدمت فيه آلاف العريضات مرارًا وتكرارًا إلى الجمعية الوطنية.
لم تتمكن الثورة الفرنسية من تشجيع الاعتراف بحقوق المرأة، الأمر الذي دفع دي جوج إلى نشر بيان حقوق المرأة والمواطنة في أوائل عام 1791. 

## الإعلان
نُشر إعلان حقوق المرأة والمواطنة في 15 سبتمبر عام 1791. صيغ على غرار إعلان حقوق الإنسان والمواطن لعام 1789. خصصت أوليمب دي غوج النص لماري أنطوانيت، التي وصفتها دي جوج بأنها «أكثر النساء كرهًا». ينص الإعلان على أن «هذه الثورة لن تدخل حيز التنفيذ إلا عندما تدرك جميع النساء تمامًا وضعهن المؤسف، والحقوق التي فقدنها في المجتمع».
يتبع إعلان حقوق المرأة والمواطنة المواد السبعة عشر من إعلان حقوق الإنسان والمواطن. على الرغم من نيتها الجادة، وصفها أحد الكتاب، كاميل نايش، بأنها «تقريبًا محاكاة ساخرة... للوثيقة الأصلية».

### دعوة للعمل
افتتحت دي جوج إعلانها بالاقتباس الشهير، «تسأل امرأة: يا رجل، هل أنت قادر على أن تكون عادلًا؟ على الأقل اسمح لها بالحصول على هذا الحق. أخبرني؟ من الذي أعطاك الحق السيادي في قمع جنسي؟» كما طالبت القارئ بمراقبة الطبيعة وقواعد الحيوانات المحيطة بها. في الأنواع الأخرى من الحيوانات، يتعايش الجنسين ويختلطون بسلام وعدالة. وسألت لماذا لا يستطيع البشر التصرف بالمثل وطالبت (في المقدمة) بأن يصدر المجلس الوطني الإعلان كجزء من القانون الفرنسي. كما أن النساء شهدت حروبًا كثيرة مع رجال فرنسا.

### مقدمة الإعلان
في مقدمة إعلانها، تعكس غوج لغة إعلان حقوق الإنسان والمواطن وتوضح أن النساء، مثل الرجال، لهن حقوقًا مضمونة بالفطرة، ومقدسة، وثابتة، وأن المؤسسات السياسية يجب أن يكون هدفها حماية هذه الحقوق الطبيعية. وتختتم المقدمة بإعلانها أن «الجنس المتفوق في الجمال كما هو في الشجاعة أثناء آلام المخاض يقر ويعلن، بحضور وتحت رعاية الكيان الأعظم، الحقوق التالية للمرأة والمواطنة».

### مواد الإعلان

#### المادة الأولى
تنص المادة الأولى من إعلان حقوق الإنسان والمواطن على أن «الرجال يولدون ويبقون أحرارًا ومتساوين في الحقوق. ولا يجوز أن تقوم الفروق الاجتماعية إلا على المنفعة العامة». كما يرد في المادة الأولى من إعلان حقوق المرأة والمواطنة: «تولد المرأة حرة وتبقى متساوية مع الرجل في الحقوق. ولا يجوز أن تقوم الفروق الاجتماعية إلا على المنفعة العامة».

## روابط خارجية
- Nicole Pellegrin, Olympe de Gouges : une femme du XXIe قرن. In : Le monde diplomatique, novembre 2008, page 2. Lire en ligne